# Поджоги военкоматов и административных зданий в России
Поджо́ги военкома́тов и администрати́вных зда́ний в Росси́и происходили в разных регионах с начала вторжения России на Украину.
Поджоги не являлись единой скоординированной кампанией, за ними стояли самые разные люди: иногда одиночки, не ассоциировавшие себя ни с какими движениями, но выражавшие свой антивоенный протест, порой ячейки радикалов. После объявления мобилизации началась новая волна поджогов.
Сотрудники ФСБ для фабрикации уголовных дел могут под видом «украинцев» в личной переписке подстрекать (в том числе за деньги) пойти на преступление. Также известно о случаях, когда мошенники выманивали деньги или сообщали, что от имени человека пытаются взять кредит или снять деньги, а потом убеждали своих жертв (как правило пожилых) помешать этому или «наказать» банк путём поджога банка (иногда по указанном адресу оказывается военкомат), иногда обещая вернуть украденное. Мошенники представляются сотрудниками ФСБ, правоохранительных органов и Центробанка. В конце июля — начале августа 2023 года стало известно о 28 случаях поджогов за трое суток в разных регионах, что стало самой массовой волной атак с тех пор, как в сентябре 2022 года была объявлена мобилизация. В нескольких случаях мошенники представлялись сотрудниками российских спецслужб и просили о «помощи».
Чаще всего атакам подвергались военкоматы. В большинстве случаев для поджога использовали бутылки с зажигательной смесью. По состоянию на 26 июля 2023 года совершено как минимум 113 атак на военкоматы и подобные объекты. Ни один военкомат не сгорел полностью, обычно ущерб ограничивается небольшими повреждениями. Многие из арестованных открыто говорили, что стремились показать своё несогласие с войной и мобилизацией, но точно не хотели никому навредить. Поджогам также подвергались помещения органов власти, партий и силовиков, автозаки, гражданские машины и баннеры с символами вторжения.
В результате атак на административные объекты власти почти всегда заводили уголовные дела. При этом успешность поджога не влияла напрямую на квалификацию дела и последующее наказание. Первоначально дела ограничивались обвинением в умышленном повреждении имущества путём поджога (часть 2 статьи 167 УК РФ) или как покушение на него. Примерно с начала осени 2022 года пошла практика передачи дел в ФСБ с квалификацией «теракт» (часть 2 статьи 205 УК РФ). Обвинение по террористической статье всегда означает длительный срок заключения.
По состоянию на 26 июля 2023 года суды вынесли приговоры уже по 31 делу о поджогах, сроки получил 41 человек, семеро получили приговор не связанный с лишением свободы. В Челябинской области поджигателей обвиняют исключительно в терактах. В этом же регионе антивоенные активисты получили самый большой срок — по 19 лет.
Известен только один исключительный случай, когда поджигателем было применено насилие к полицейским. За пробитое лёгкое сержанта и нож в спине лейтенанта полиции обвиняемый получил меньше, чем дали за обгоревший линолеум в Челябинской области.
По информации министра внутренних дел РФ Владимира Колокольцева, с начала боевых действий на Украине и по апрель 2024 года полицией были установлены 438 лиц, причастных к поджогам административных зданий, военкоматов и железнодорожных объектов.

## Причины
По распространённому мнению, у поджогов военкоматов две цели:
- Первая — выражение протеста против российской военной агрессии в форме прямого действия.
- Вторая — непосредственное воспрепятствование мобилизации вооружённых сил: повреждённый военкомат как минимум несколько дней не сможет выполнять свою функции, что замедлит мобилизацию. Если же удалось уничтожить архив личных дел военнообязанных, которые хранятся в бумажном виде, то их призыв на войну станет невозможен до восстановления материалов, на что может уйти длительное время, особенно с учётом нежелания многих граждан приходить в военкомат «для уточнения документов». Кроме того, утверждается, что в случае очевидной угрозы собственной безопасности многие сотрудники силовых органов, в том числе военные комиссары, начнут массово увольняться или под разными предлогами уклоняться от работы, что сорвёт военный призыв[6].

Весной 2022 года в анонимных телеграм-каналах и на прокремлёвских сайтах появлялись утверждения, что СБУ платит за поджог военкоматов по 30 тысяч рублей и это «обязательно должно сниматься на камеру». Правоохранительные органы сообщали о «заказных» атаках, но таких единицы. Иногда силовики распространяют видео, на которых задержанные говорят, что решили рискнуть ради лёгких денег. Правдивы ли эти признания или даны под давлением, обычно неясно. Во многих уголовных делах о попытках поджогов присутствуют подстрекатели — как правило, это «украинцы», которые уговаривают пойти на преступление. Такими провокаторами могут быть сотрудники ФСБ.
К концу июля 2023 года известно как минимум о 21 случае, когда поджог военкомата или отделения банка совершали пенсионеры или социально уязвимые граждане, не прячась от камер и полиции. Как оказалось, мошенники звонят, представляясь сотрудниками банка, полиции или спецслужб, выманивают деньги, а потом убеждают своих жертв поджечь какой-нибудь объект в обмен на возврат украденного. Вероятно, иногда жертв шантажа просят выкрикивать проукраинские лозунги. Как такие поджигатели на самом деле относятся к войне, понять сложно из-за нехватки информации. Жертвы обмана нередко уверены, что участвуют в некой «спецоперации» и действуют в интересах российских силовиков. В нескольких случаях мошенники до поджога выманивали у жертв деньги. В нескольких случаях мошенники представлялись российскими силовиками и говорили жертвам, что сотрудники военкомата работают на Украину и им необходимо помешать. Невольным поджигателям, как и всем остальным, вменяют разные статьи: поджог, хулиганство, теракт. ФСБ утверждала, что мошенники «в большинстве случаев» работают с территории Украины. Почти все бросавшие зажигательные смеси в военные комиссариаты после задержания признались, что действовали по указанию незнакомцев, при этом никто из них не делал антивоенных заявлений. 8 августа МВД и Генпрокуратура РФ выпустили официальные предупреждения о новом виде телефонного мошенничества, в результате которого россиян вынуждают совершать поджоги военкоматов. Злоумышленники, по утверждению силовых ведомств РФ, действующие с территории Украины, помимо прочего, угрожают неприятностями или убийствами родных и близких, требуют поджигать объекты «военной, транспортной или банковской инфраструктуры». По заявлению Генпрокуратуры, подобные массовые звонки совершались во время успешных действий ВС России. Также оба ведомства заявили, что поджоги военкоматов будут расцениваться как теракты или диверсии. К этому дню было известно о 82 делах, в половине которых фигурировала статья о терроризме.

### Взявшие ответственность
Начало акциям 27 февраля положил 21-летний Кирилл Бутылин, отметивший в своем манифесте: «Пусть эти пидарасы знают, что собственный народ их ненавидит и будет их гасить. У них скоро земля начнёт гореть под ногами, ад ждёт и дома». Два удачных пожара устроил сельский учитель Илья Фарбер. Известность получил и художник Богдан Зиза, обливший администрацию Евпатории синей и жёлтой краской и кинувший «коктейль Молотова». После своего ареста Зиза стал символом проукраинского сопротивления в аннексированном Крыму, а в его поддержку проходят митинги в разных странах.
За антивоенные акции нападения на военкоматы ответственность брали на себя как одиночки, не причисляющиеся себя к политическим движениям так и неонацисты из организации NS/WP Crew. В телеграм-канале «Oderint, Dum Metuant», авторы которого выступили против вторжения на Украину и позиционируют себя как ячейку возрождённого NS/WP, появлялись видео некоторых акций — на одних неизвестные поджигают машины с буквой Z, на других видны пожары в каких-то зданиях — в канале утверждается, что сторонники движения подожгли склад «военного объекта», ОВД и военкоматы. Было даже несколько случаев, когда на акцию шли из-за денег, но таких - наименьшее количество. Администраторы канала даже устроили «квест», обещая 15 тысяч рублей тому, кто подожжёт машину с символикой Z, или 30 тысяч за поджог полицейского автомобиля. Деньги они планировали выплачивать в криптовалюте. По сообщениям силовиков, сподвижники движения могли быть причастны к нескольким поджогам в центральной России.
Кроме ультраправых, в антивоенных акциях путём поджога участвуют также и ультралевые, а в Телеграме есть много каналов левого толка, призывающих к поджогам, например телеграм-канал «Боец Анархист». Акции устраивают и члены антипутинского движения «Чёрный мост», которые объясняют свои действия следующим образом: «Кто мог и хотел уехать, последние из них, сейчас покупают билеты. Но, надо понимать, что у большинства россиян нет денег на бегство. Да и загранпаспортов. Зато компоненты „коктейлей“ очень дёшевы и доступны. А те, у кого нет другого выбора, сражаются яростно и до конца. Россиянам надо осознать необходимость самообороны от преступного режима и реализации права на восстание. И присоединяться к партизанскому движению».
Среди исполнителей акции есть люди без истории политического активизма. Среди них - 24-летний Алексей Рожков, признавшийся, что хотел сорвать призывную кампанию. Он увлекается музыкой, играл в рок-группе, а его знакомый отметил: «Его поступок очень удивительный. Он такой душевный парень, спокойный, весёлый». Алексей Рожков хотел привлечь внимание общественности к тому, что «ровесники погибают на Украине как пушечное мясо, всем на это наплевать». Алексея Рожкова арестовали и российская власть дала понять, что не хочет публичности антивоенных протестов, пригрозив, что если он будет давать интервью или комментарии, то его будут судить по более тяжелой статье. После этого Рожков сбежал и уехал из России.
Он прожил в Бишкеке полгода, но два месяца назад его по сути похитили сотрудники местной спецслужбы ГКНБ, без решения суда вывезли в Россию и передали в руки ФСБ.
30-летний строитель Денис Сердюк поджёг военкомат, чтобы больше никто не ходил участвовать в войне.

## Действия властей
Депутат Госдумы Александр Хинштейн сообщил, что с 15 октября 2022 года Росгвардия усилила охрану военкоматов.
1 декабря 2022 года управление ФСБ по Москве и Московской области выпустило пресс-релиз о мошенниках, которые заставляют поджигать «объекты социальной инфраструктуры» и машины. По версии спецслужбы, мошенники работают на территории Украины. 13 марта 2023 года Сбербанк предупредил клиентов о новой схеме мошенничества: злоумышленники звонят клиенту под видом силовиков и говорят, что сотрудник банка украл его данные и с его счёта переводит деньги «в пoльзу армии Украины» и теперь клиенту грозит дело о госизмене.

### Обвинения
Поначалу действия квалифицировались как «умышленное уничтожение или повреждение имущества» (ст. 167 УК РФ). С осени 2022 года самой частой статьёй по делам об атаках на административные объекты стала 205 УК РФ («Террористический акт»). Наказание по статье о теракте было ужесточено в апреле 2023 года, до 20 лет лишения свободы. Реже атаки квалифицируют как диверсию. Ответственность за диверсию расширили в конце 2022 года, почти все новые статьи (281.1 — 281.3 УК РФ) предусматривают наказание вплоть до пожизненного лишения свободы.
По состоянию на конец июня 2023 года в 30 делах об атаках на административные здания подозреваемые не найдены или в них пока нет фигурантов. По 47 делам вынесено решение суда, и по 26 из них приговоры уже вступили в силу.
В большинстве известных случаев признанных поджогов обвинения предъявляли по статьям: «Умышленное уничтожение или повреждение имущества», «Поджог», «Хулиганство». В одном случае было предъявлено «Покушение на убийство» (в помещении был сторож). В Череповце суд приговорил двух несовершеннолетних к полутора годам условно за попытку поджога военкомата.

#### Обвинения в терактах
В июне во Владивостоке задержали 21-летнего молодого человека. По информации «Ъ», уроженец Якутии искал подработку, по объявлению ним связался некий Альберт, предложивший 120 тыс. руб. за поджог военкомата. В конце августа ФСБ задержало двух граждан Казахстана, которые, по данным следствия, в обмен на вознаграждение в 800 тысяч рублей от человека с ником в Telegram «Добрыня Никитич» согласились поджечь воинскую часть в Омске. 15 июля в городе Минеральные Воды Ставропольского края задержали местного жителя по обвинению в том, что он готовился поджечь здания военкомата и администрации города. Ему может грозить до 20 лет колонии по статье о террористическом акте. В том же месяце в Угличе задержали 21-летнего парня у военкомата по обвинению в намерении поджечь военкомат, ему вменяют покушение на террористический акт и призывы к экстремизму.
Задержанного в июне в Краснодаре Игоря Паскаря пытали, а затем возбудили дело о терроризме.
В начале августа в Красноярске двух подростков — сторонников движения Антифа задержали по подозрению в разбое и намерении поджечь военкомат в знак протеста против войны на Украине. Операцию по их задержанию проводил специальный отряд быстрого реагирования (СОБР). Несмотря на обвинение в поджоге военкомата, уголовного дела по статье о теракте или о покушении на уничтожение или повреждение имущества путём общеопасным способом против них не возбудили.
Нередко подозреваемыми в поджогах военкоматов становятся ранее привлекавшиеся по делам об административной статье о дискредитации российской армии. В сентябре по такой схеме силовики обвинили в поджоге военкомата 59-летнего Андрея Богданова из города Зеленодольска в Татарстане.
30 октября в Генштабе России пригрозили, что поджоги военкоматов будут расцениваться как теракты и наказываться лишением свободы сроком до 15 лет.
В конце октября жителю села Myxopшибиpь следствие предъявило обвинение по делу о теракте.
Двум обвиняемым в майском поджоге военкомата в Нижневартовске ужесточили обвинение, следствие переквалифицировало дело с умышленного уничтожения или повреждения имущества и хулиганства на теракт. Одного из них приговорили к 12 годам колонии.
29 декабря 2022 года в Екатеринбурге двое мужчин были задержаны ФСБ и обвинены в теракте, а именно планировании поджечь электроподстанцию.
Следствие переквалифицировало дело о поджоге администрации Бакала с умышленного повреждения имущества на теракт.
31 января 2023 года Центральный окружной военный суд признал виновным Владислава Борисенко по статье о террористическом акте и приговорил его к 12 годам лишениям свободы и штрафу в шесть тысяч рублей. По сообщению российского ТАСС, — это первый приговор из-за поджога военкомата, вынесенный по статье теракт. Согласно информации СМИ, в мае 2022 года Борисенко с соучастником бросили несколько бутылок с зажигательной смесью в здание военкомата, после чего случилось возгорание на площади один квадратный метр. Изначально дело было возбуждено по статьям уничтожение имущества и хулиганство.
В конце июня 2023 года 19-летнюю Валерию Зотову приговорили к шести годам колонии по обвинению в покушении на теракт. По версии следствия, Валерия по заданию СБУ планировала поджечь здание администрации села Карабиха в Ярославской области, где якобы собирали посылки для российских мобилизованных. Её матери предъявили обвинения в призывах к терроризму и экстремизму.
20 мая 2024 года Военный суд Новосибирска приговорил Илью Бабурина, задержанного в сентябре 2022 года по о делу планах поджечь военкомат, к 25 годам лишения свободы. Суд также признал его виновным по статьям о терроризме, госизмене и участии в незаконном формировании. Часть обвинений Бабурин отрицал.

## Хронология

### 2022

#### Февраль
- 27 февраля москвич въехал на тротуар Пушкинской площади на автомобиле с надписями «Это война», «Народ, вставай!», «Путин мразь», затем поджёг машину[43][44].
- Первый поджог военкомата произошёл 28 февраля 2022 года в городе Луховицы Московской области. Неизвестный разбил два окна военкомата и кинул внутрь бутылки с «коктейлем Молотова». Помимо того, ворота структуры были расписаны в цвета украинского флага и появилась надпись: «Я не пойду убивать братьев!»[1] В результате пожара никто не пострадал, но был причинён материальный ущерб. Позже подозреваемого задержали и возбудили уголовное дело по статье «Вандализм». Им оказался 21-летний местный житель Кирилл, у которого накануне был день рождения. 13 марта примерно в 6 часов утра предполагаемый поджигатель сбежал из ОМВД и был объявлен в розыск. Вечером того же дня его повторно задержали[45], а по другим данным, его не поймали[1]. Приговорён к 13 годам лишения свободы[46].

#### Март
- 3 марта в Воронеже неизвестный кинул банку с легковоспламеняющейся жидкостью в дверь здания, которая загорелась и была повреждена огнём. Поджигатель скрылся[47].
- К 7 марта были зафиксированы первые случаи поджогов отделов полиции в Смоленске и Красноярске[48].
- 10 марта в городе Берёзовский Свердловской области неизвестный поджёг двери военкомата. Пламя заметил наряд ГИБДД, который вызвал пожарных и задержал поджигателя. При обыске у него дома нашли канистры с бензином. Следственный комитет возбудил уголовное дело по статье «Покушение на убийство»[45].
- В ночь на 19 марта в городе Шуя Ивановской области местный житель бросил «коктейль Молотова» в окно военкомата. Поджигателя задержали[45].

#### Апрель
- В ночь на 18 апреля в посёлке Зубова Поляна в Мордовии от пожара пострадали комнаты общей площадью 40 м², где хранились данные призывников. Было уничтожено несколько компьютеров, один из кабинетов сгорел полностью, а призывная кампания в этих районах была остановлена. На месте происшествия были обнаружены 4 бутылки с зажигательной смесью. При этом нападавшие не оставили никаких следов. Кроме того, ни камер видеонаблюдения, ни сигнализации в военкомате не оказалось. Было возбуждено уголовное дело по статье «Умышленное уничтожение или повреждение имущества»[49].

#### Май
- 2 мая в Москве на площади Революции мужчина бросил два коктейля Молотова в два автозака. Присяжные признали его виновным только в порче имущества, оправдав по обвинению в покушении на убийство омоновцев[50].
- 4 мая в Нижневартовске в 3:20 по местному времени двое человек забросали военкомат «коктейлями Молотова»[45][51].
- 8 мая в Череповце около часа ночи два 16-летних человека пытались забросить внутрь здания коктейли Молотова, но перепутали окна военкомата с окнами Росреестра[25][52]. Площадь пожара составила один квадратный метр. Пламя повредило две оконные рамы и закоптило внешнюю отделку здания. Тушением возгорания занимались семь человек[53]. 11 мая 2022 года поджигателей задержали. Ими оказались двое 16-летних подростков. Против парней возбудили уголовное дело, им грозит до 3 лет российской колонии[54].
- 9 мая в городе Балашихе Московской области неизвестный метнул бутылку с зажигательной смесью в окно военкомата[55]. В коридоре здания начался пожар площадью один квадратный метр, который удалось потушить охраннику[56].
- В ночь на 13 мая:
  - В Омске неизвестные бросили несколько коктейлей Молотова в здание военкомата центрального округа. В здании были разбиты два окна и наблюдались следы горения, но пожар удалось быстро потушить[57].
  - В городе Гуково Ростовской области был подожжён военкомат[58]. Нападение произошло около 02:05. Огонь потушили сами сотрудники военкомата, имущество не пострадало[59][60].
- В ночь на 14 мая в Пронске Рязанской области неизвестные подожгли военкомат[58]. Пламя не успело распространиться и здание огнём не было повреждено. По факту произошедшего было возбуждено уголовное дело о попытке умышленного уничтожения или повреждения имущества[59][источник не указан 953 дня].
- В ночь на 15 мая:
  - В Волгограде был осуществлён поджог военкомата[58]. Погибших и пострадавших не было[58]. Возгорание произошло на цокольном этаже. Площадь пожара составила 16 кв. метров. После ликвидации огня в помещении нашли разбитую стеклянную бутылку с куском ткани, а вблизи здания лежала литровая пластиковая бутылка[1][61][62].
- 16 мая в Евпатории художник Богдан Зиза вылил два ведра синей и жёлтой краски на здание администрации и бросил «коктейль Молотова»[1].
- В ночь на 18 мая в Щёлково Московской области неизвестные совершили нападение на Щёлковский военный комиссариат, бросив в здание бутылки с зажигательной смесью. В результате поджога пострадали два кабинета здания, в том числе архив. Поджигателей ищет полиция[63].
- В ночь с 19 на 20 мая в городе Железногорск-Илимский из пневматического оружия обстреляли военкомат[64].
- В ночь на 21 мая в посёлке Игра в Удмуртии неизвестные подожгли военкомат, забросив в здание «коктейль Молотова»[65]. В результате пожара в здании полностью сгорела комната резерва[66]. За поджог двух зданий военкомата в конце мая арестовали 48-летнего художника и бывшего сельского учителя Илью Фарбера[67].
- 28 мая в Симферополе была совершена неудачная попытка поджога военкомата[68].
- 30 мая в Симферополе совершён поджог военкомата[69].
- 31 мая в Ясногорске Тульской области неизвестный разбил топором окно военкомата и попытался поджечь здание[70].
- Также в мае была сделана попытка поджога здания администрации Плешковского сельского поселения Тюменской области[71].

#### Июнь
- 3 июня в Комсомольске-на-Амуре на крыльце здания Росгвардии разлили и подожгли бензин. Очевидцы засняли сильный пожар и большой столб дыма[72].
- 8 июня во Владивостоке двое парней кинули бутылку с горючей жидкостью в стену деревянного здания военкомата[73].
- 14 июня в Краснодаре мужчина швырнул бутылку с зажигательной смесью во входную дверь здания ФСБ, загорелся коврик для ног. Его смогли потушить сами сотрудники[74][75].
- 24 июня:
  - В Белгороде, по данным «Базы», военкомат закидали «коктейлями Молотова». Загорелся стол в одном из кабинетов[источник не указан 936 дней][76].
  - В Перми была попытка поджога призывного пункта. В военкомате поджог отрицают[76]. Поджигатели скрылись[77].

#### Июль
- В Ростове-на-Дону пара супругов подожгли машину с буквой Z, принадлежащий полицейскому[78][79].

#### Август
- 18 августа в Конаково Тверской области России неизвестные подожгли военкомат, который ранее опубликовал видео с «приглашением» мужчин на войну в Украину. Сгорела деревянная оконная рама. Пожар потушили, внутри военкомата ничего не пострадало[80].
- 24 августа велосипедист кинул два «коктейля Молотовых» в здание орловской областной администрации[1].
- 27 августа 65-летняя москвичка подожгла BMW X6 заместителя 8-го управления Генштаба ВС Евгения Секретарёва. При задержании пенсионерка крикнула «Слава Украине нашей прекрасной!» и «„Азов“ — сила!». Позже выяснилось, что устроить поджог её заставили телефонные мошенники[15].

#### Сентябрь
- 3 сентября в Ижевске около 2 часов ночи неизвестный бросил две бутылки с зажигательной смесью в здание отдела полиции. При задержании он ранил ножом двух полицейских. Против него было использовано табельное оружие, нападавший был ранен[81][82].
- 4 сентября в Зеленодольске кто-то забросил коктейль Молотова в местный военкомат[25].

#### После объявления мобилизации
- 22 сентября:
  - В Нижнем Новгороде на улице Алёши Пешкова[9] был подожжён стоматологический кабинет призывного пункта. Огонь был быстро потушен[83].
  - В Ломоносове на Иликовском проспекте бросили в окно военкомата бутылку с зажигательной смесью[9][84].
  - В городе Гай Оренбургской области была совершена попытка поджога военкомата[9][84]. Пострадала лишь одна стена[85].
  - В селе Кыра Забайкальского края в сторону военкомата бросили бутылку с зажигательной смесью. По одним данным, смесь залила некоторые документы, по другим — не пострадало даже оконное стекло[9].
  - В Тольятти был подожжён вход в здание городской администрации; на месте были обнаружены использованные бутылки с зажигательной смесью[83][84][86].
- 23 сентября:
  - В городе Свободный Амурской области неизвестный бросил «коктейль Молотова» в здание местного военкомата. Огонь не успел распространиться, остались лишь мелкие следы копоти на фасаде. Местные СМИ об этом инциденте решили не сообщать[9][84].
  - В Хабаровске около 6:00 двое неизвестных кинули в окно военкомата в Индустриальном районе бутылку с зажигательной смесью. Загорелось два кабинета, никто не пострадал. Полиции дали распоряжение проверять порядок у районных военкоматов каждые два часа[9][84].
  - В Костроме на военкомате появилась надпись: «Анус себе мобилизируй, пёс! Не твоя личная армия!»[9].
  - В городе Камышин Волгоградской области неизвестный кинул в сторону здания городской администрации две бутылки, однако ничего не загорелось[84][87][88].
  - В селе Целинное Алтайского края ночью загорелся Дом культуры, в котором также располагаются администрация сельсовета и офис Почты России. Последний выгорел полностью; в мэрии повредило лишь потолок. Также в здании были выбиты окна. Никто не пострадал[84][87][88].
- 24 сентября:
  - В Канске Красноярского края произошёл пожар в здании военкомата. Очевидцы сообщают, что причина пожара — поджог, который устроил местный пожилой мужчина; в одном из кабинетов сгорела часть мебели, документы не пострадали[84][89].
  - В городе Салават горели покрышки возле двери приёмной «Единой России»[90].
- 25 сентября:
  - В городе Рузаевке в военкомат бросили два «коктейля Молотова» после чего загорелся кабинет. Пожарных не дождались и потушили огонь своими силами. Пострадавших нет[84].
  - В городе Черняховск Калининградской области в здание военкомата бросили бутылку с зажигательной смесью[84][91].
  - В деревне Сяськелево Ленинградской области произошёл пожар в здании администрации сельского поселения. Загорелся кабинет социальной защиты, огонь охватил 50 квадратных метров[84][92].
  - В военкомате в Кировске Ленинградской области произошёл пожар. На этот раз обошлось без «коктейлей Молотова» — на месте нашли конструкцию из канистры и шланга, который уходил в просверленное отверстие[84][93].
  - В посёлке Береславка (под Волгоградом) было подожжено здание администрации сельского поселения, которое полностью выгорело[84][94].
- 26 сентября:
  - В городе Рузаевка в Мордовии в четыре часа утра в окно военкомата метнули два «коктейля Молотова». Огонь охватил один из кабинетов[95].
  - В Тарусе Калужской области в окно военкомата кинули «коктейль Молотова», но по сообщениям властей, ничего не загорелось, лишь было выбито стекло[96].
  - В кабинет социальной защиты администрации Сяськелевского поселения на улице Центральной под Гатчиной Ленинградской области бросили «коктейлем Молотова», пожар был 50 квадратных метров, но никто не пострадал[97].
  - В Усть-Илимске Иркутской области мужчина открыл стрельбу в военкомате. В результате был тяжело ранен начальник призывной комиссии. Нападавшего задержали — им оказался 25-летний местный житель Руслан Зинин[84][98].
  - В Урюпинске Волгоградской области около четырёх часов утра неизвестный забросал здание военкомата коктейлями Молотова[84][99]. Здание существенно пострадало.
  - В посёлке городского типа Белоомут Московской области подожгли здание местной администрации. Поджог произошёл примерно в 3:00, поджигатель скрылся. Пострадали лишь стеклопакет и подоконник[69][100].
  - В Приозерске мужчина в состоянии алкогольного опьянения кинул две бутылки с зажигательной смесью в здание редакции газеты «Красная звезда» (он спутал её с одноимённым изданием, которое выпускает Минобороны)[4].
- 27 сентября во Владивостоке неизвестный устроил пожар внутри кабинета учёта военных пенсионеров в военкомате на Черёмуховой улице. Поджигатель скрылся; прибывшие на место охранники смогли потушить пожар своими силами[101].
- 28 сентября:
  - В том же военкомате во Владивостоке вновь произошла попытка поджога. Неизвестный разбил молотком окно военкомата и кинул туда пластиковую бутылку с зажигательной смесью. Пожар также ликвидировали силами военкомата; неизвестно, причастен ли один и тот же человек к обоим случаям поджогов[84][101].
  - В здание администрации Зимовниковского района бросили «коктейль Молотова» из-за чего помещение полностью выгорело[84].
- 29 сентября:
  - В хуторе Куликовском Волгоградской области двое мужчин пытались поджечь помещение администрации, где хранились документы, связанные с воинским учётом[102].
  - В Новосибирске неизвестный попытался поджечь военкомат по Кировскому и Ленинскому районам города[84][103].
  - В Новосибирской области была попытка поджога военкоматов, задержан подросток[84].
  - В посёлке Зимовники Ростовской области подожгли здание районной администрации. В окно был брошен трёхлитровый баллон бензина. Пожар тушили около часа, а один из кабинетов администрации выгорел полностью[103]. Поджигатель был задержан[104].
- 30 сентября:
  - В Краснодаре местный житель поджёг военкомат Западного и Прикубанского округов города. У поджигателя не получилось устроить большой пожар, он был задержан[105].
  - В Нижнем Новгороде было подожжено здание Федеральной налоговой службы[106].

#### Октябрь
- 1 октября в посёлке городского типа Каа-Хем в Республике Тыва неизвестные подожгли военкомат. Возгорание произошло в 2:00. Пострадавших нет; никто не был задержан[107].
- 3 октября:
  - В Казани ученица 11 класса ночью пробралась к военкомату Советского района на улице Журналистов. Она имела при себе три бутылки с зажигательной смесью, две из которых она кинула в сторону военкомата, сумев поджечь лишь траву около него; третья бутылка была найдена при ней[84][108].
  - В Красноярске неизвестный кинул в здание военкомата Советского и Центрального районов две бутылки с зажигательной смесью. Произошёл небольшой пожар, который удалось потушить охранникам. Поджигателя задержать не удалось[88].
- В Салавате был подожжён офис КПРФ[109].
- 5 октября в селе Зюзино Московской области неизвестный ночью прокрался на территорию воинской части и кинул четыре бутылки с зажигательной смесью в окно нежилого барака. Две из бутылок разбились и загорелись, в результате чего была повреждена обшивка здания, а другие две бутылки даже не разбились, и позже их нашла полиция. Поджигателю удалось скрыться, ведётся его розыск[110].
- 6 октября два коктейля Молотова бросили в военкомат в Горячем Ключе Краснодарского края[84][111].
- 7 октября:
  - В Москве у башни «Федерация» взорвались два автомобиля. По словам очевидцев, рядом с машинами мужчина кричал антивоенные лозунги. По предварительной версии, в руках у него были бутылки с зажигательной смесью[112].
  - В Улан-Удэ двое молодых людей подожгли баннер с буквой V[29].
- 8 октября в Архангельском в Республике Башкортостан 18-летний студент поджёг призывной пункт. От пожара пострадал один кабинет[84][84].
- 9 октября в здание администрации города Бакал бросили «коктейли Молотова». Пожарных не дождались и потушили пожар своими средствами. Пострадавших нет[84].
- 10 октября в Архангельском в Республике Башкортостан неизвестный поджёг военкомат. От пожара выгорел как минимум один кабинет[113].
- 11 октября в городе Бакал Челябинской области двое неизвестных ночью разбили камнем окно на первом этаже городской администрации, в которой находится военно-учётный стол, и кинули туда два коктейля Молотова. Сторож смог сам потушить пожар, согласно пресс-службе губернатора Челябинской области, «ущерб от огня был минимальным»[114].
- 12 октября в Санкт-Петербурге 71-летняя пенсионерка зашла в отделение Сбербанка на Комендантском проспекте, и, согласно очевидцам, бросила что-то на пол со словами «Слава Украине!». Поджигательница не скрылась с места преступления и разговаривала по телефону, будто бы отчитываясь о выполненном задании. Пожар был потушен; пенсионерка была задержана[15].
- 14 октября:
  - В Воткинске в Удмуртии неизвестный кинул бутылку с зажигательной смесью в открытую форточку на первом этаже военкомата. Начался пожар, который смог потушить сторож; охранявшие военкомат сотрудники полиции не успели задержать поджигателя[115].
  - В Черкесске неизвестный поджёг бывшее здание военкомата, в котором находился офис «Россельхозцентра»[29].
- 16 октября:
  - в Щёлково неизвестный кинул две бутылки с зажигательной смесью в окно военкомата. В результате поджога в одном из кабинетов на первом этаже здания произошёл пожар[116] Это уже повторное нападение на военкомат, прошлое было в мае[84].
  - в Канске мужчина выстрелил в баннер «Служба по контракту — твой выбор» из зарегистрированного на него охотничьего ружья[117].
- 17 октября в селе Мухоршибирь в Республике Бурятия неизвестный бросил на крышу военкомата бутылку с зажигательной смесью. В результате обгорело два квадратных метра фасада. Было возбуждено уголовное дело[118] Поджигателя ищут[84].
- 26 октября:
  - В Кызыле неизвестные подожгли здание военкомата на улице Рабочей[84]. Сторож сообщил о том, что в два часа ночи загорелось окно; площадь пожара составила 2 м². Пожар быстро потушили; на месте обнаружили осколки от стеклянной бутылки, медицинскую маску и тряпку, пропитанную горючим[119].
  - В Москве бросили «коктейль Молотова» и подожгли приёмную Дмитрия Медведева на Кутузовском проспекте[84][120].
  - В Москве подожгли общественную приёмную «Единой России»[121].
- 28 октября в Кемерово 59-летняя женщина кинула в здание военкомата бутылку с зажигательной смесью. Прибывшие на место спасатели быстро потушили пожар[84][122]. По одной из версий, ей позвонил незнакомец, представившись силовиком. Он прислал поддельное удостоверение, убедил пенсионерку взять кредит и выманил у неё 2 миллиона рублей. Потом «силовик» поручил ей кинуть коктейль Молотова в военкомат, чтобы «выкурить» оттуда преступника, укравшего её деньги"[15].
- 30 октября:
  - В селе Усть-Кан в Республике Алтай неизвестный бросил в деревянное здание военкомата бутылку с зажигательной смесью[123].
  - В городе Альметьевск в Татарстане полиция задержала 19-летнего студента, который перелез через забор военкомата и попытался поджечь лежащий на земле неработающий кабель[123].

#### Ноябрь
- 7 ноября в Ангарске Иркутской области 68-летняя пенсионерка бросила несколько «коктейлей Молотова» в здание комиссариата. Задержанная пенсионерка заявила, что её шантажировали — похитили почти 1,5 млн. и обещали их вернуть взамен на диверсию[15][84].

#### Декабрь
- 23 декабря в селе Ивантеевка Саратовской области подожгли военкомат. На месте нашли пластиковую бутылку с остатками бензина, и, предположительно, масла. Пожар был потушен до того, как он успел распространиться на другие кабинеты, но полностью выгорел кабинет дежурного[124]. Поджигателем оказался бывший депутат от «Единой России» Даниил Акимов. Он не стал отрицать свою причастность и заявил, что устроил его ради развлечения[125][126][127].
- 26 декабря в Перми неизвестный мужчина поджёг два подъезда дома на улице Уральской, где располагается военкомат Мотовилихинского района. Огонь поднялся до пятого этажа[128].
- 27 декабря в Подольске 70-летний мужчина и его 76-летняя супруга попытались поджечь здание военкомата. В это время к зданию подъехали патрульные, но пенсионер всё равно поджёг тряпку. Сгорело лишь окно, огонь удалось потушить[15][129].

### 2023

#### Январь
- 1 января в Москве неизвестный бросил две бутылки с зажигательной смесью в забор военкомата Перовского района. Никто не пострадал; огонь удалось быстро потушить[130].
- 9 января в Братске Иркутской области неизвестный в 2:00 перелез через забор военкомата на улице Рябиновой, 11, после чего начался пожар. Здание получило повреждения на площади в 50 м². Пострадавших нет; никто не задержан[131][132][133].
- 10 января в Новокубанске Краснодарского края подожгли архив УФСИН на Кооперативной улице. В результате пожара, который смогли потушить лишь к утру, сгорело от 500 до 800 архивных дел лиц, отбывших наказание[134]. Задержанный сказал, что он проник в помещение, разбив стекло. Затем он поджёг бумагу, чтобы согреться, и ушёл[135].
- 11 января в посёлке городского типа Магдагачи Амурской области около 5:00 неизвестные подожгли оконный блок в здании военкомата на улице Максима Горького. Огонь быстро потушили, пострадавших нет, имущество не пострадало[136], кроме аппаратуры, которая стояла на окне[137][138].
- 20 января в Череповце 36-летняя мать пришла поджигать отделение банка с новорожденным ребёнком в коляске. За день до этого неизвестные в WhatsApp обманом выманили у неё 170 тысяч рублей и убедили, что вернут деньги, только если она будет выполнять их инструкции[15].

#### Февраль
- 2 февраля в Ковылкино в Мордовии 30-летний местный житель кинул в военкомат две бутылки с зажигательной смесью, из которых долетела лишь одна. Пламя сразу же погасло. Поджигателя сразу же задержали; он объяснил свой поступок «местью» участковому[15][139].
- 7 февраля в Рузе 48-летний мужчина с алкогольной зависимостью взял кредит для мошенников и по их просьбе поджёг банк[15].
- 11 февраля в Азнакаево 63-летняя пенсионерка вошла в предбанник отделения Сбербанка, разлила на полу горючую жидкость и подожгла её. Женщина рассказала, что поджечь банк её заставили мошенники[15].
- 14 февраля в Петрозаводске женщина пыталась поджечь отдел полиции. Сделать это её уговорил «сотрудник службы безопасности Центробанка»[15].
- 21 февраля в Бохане Иркутской области неизвестный попытался поджечь здание администрации. Огонь вспыхнул, но не разгорелся, так как здание построено из кирпича и обшито металлическим сайдингом. Поджигателя разыскивает полиция[140].
- 23 февраля в Мурманске неизвестный попытался поджечь здание военкомата, кинув в него бутылку с зажигательной смесью. Обгорела лишь оконная рама площадью около 0,5 м²[141].
- 26 февраля в Сосновом Бору Ленинградской области неизвестный бросил в окно военкомата бутылку с зажигательной смесью. Огонь охватил помещение Социального фонда России, находящегося в том же здании. Выгорел потолок, площадь пожара составила 10 м², помещение военкомата не пострадало[142].
- 28 февраля в Кировске Ленинградской области 16-летний гимназист бросил бутылку с горючей смесью в здание военкомата. Бутылка разбилась, но возгорания не произошло[143]. Дело переквалифицировали со статьи о покушении на умышленные уничтожение имущества на покушение на теракт[144][145][146].

#### Март
- 6 марта:
  - в Новосибирске неизвестные разбили окно в пункте сбора помощи мобилизованным и бросили туда горящую тряпку, пропитанную горючим. Огонь смогли потушить охранники, пострадали пол и один из столов[147].
  - в Анапе 60-летняя женщина попыталась поджечь отделение Сбербанка с криком «Слава ВСУ!». Свои действия она объяснить отказалась[15].
- 17 марта в Петербурге 22-летний студент облил банкомат в торговом центре бензином и уже чиркал зажигалкой, когда его заметили и остановили очевидцы. Он рассказал, что ему позвонила некая дама, представилась полицейским дознавателем из Москвы и сообщила, что со счёта парня «задонатили» «украинской террористической организации» — и теперь его обвинят в госизмене. Его убедили перевести ещё денег как штраф за разглашение гостайны. Испуганному студенту прислали инструкцию по поджогу — по телефону ему доверительно рассказали, что в банкомате находится устройство, которое переводит деньги клиентов «террористам из Украины»[15].
- 27 марта 67-летняя жительница Нижнего Тагила пришла к военкомату на улице Бажова с бутылкой ацетона, двумя пластиковыми бутылками с зажигательной смесью и марлей. Женщина облила ацетоном кусок марли и попыталась его поджечь, но ей помешали патрульные. Мошенники обокрали пенсионерку, а потом убедили её поджечь военкомат, пообещав вернуть все деньги[15].

#### Апрель
- 1 апреля в Первоуральске 73-летняя пенсионерка попыталась поджечь военкомат после звонка мошенников. Возгорания не произошло, женщина задержана[15][148].
- 12 апреля в Усинске Республики Коми 61-летняя горничная якобы бросила две бутылки с зажигательной смесью во входную дверь здания военкомата на улице Промышленной; она была задержана на месте[149]. Против неё завели дело о терроризме[15].
- 25 апреля в Ельце 36-летний слесарь бросил бутылки с зажигательной смесью в здание администрации Елецкого района и в здание местного суда. Возгорания не произошло; поджигатель был задержан[150].

#### Май
- 7 мая в Екатеринбурге около часа ночи двое мужчин пришли к военкомату Кировского и Октябрьского района с канистрой бензина. Когда мужчины подходили к зданию, их заметил сотрудник полиции, охранявший военкомат; мужчины были задержаны и на допросе рассказали, что за поджог военкомата им обещали награду в 40 000 рублей[151].
- 8 мая в Лихославле Тверской области около 3:00 неизвестный поджёг военкомат. Пожар заметил полицейский, который в это время патрулировал район; он самостоятельно потушил пожар при помощи огнетушителя, обгорели лишь фасад здания и оконная рама. На месте была найдена пластиковая канистра[152].
- 11 мая в Усинске Республики Коми около 3:00 неизвестный бросил бутылку с зажигательной смесью в окно здания отдела УФСБ по городу Усинск. Общая площадь пожара составила 1,5 м², обгорела оконная рама. Нападавший сбежал, возбуждено уголовное дело по статье «террористический акт»[153].
- 14 мая в Мурманске 19-летний мужчина разбил окно на цокольном этаже военкомата, залил раму зажигательной смесью и поджёг. Огонь охватил мебель и технику в кабинете социального обеспечения, пожар через час потушили пожарные. Поджигатель задержан; по его словам, действовал он не из личных убеждений, а из-за того, что неизвестный обещал с ним расправиться, если он не совершит поджог[154].
- 15 мая в Ульяновске около 22:00 неизвестный облил горючей жидкостью дверь и окно участкового пункта полиции отдела МВД по Засвияжскому району, поджёг её и скрылся. В результате поджога загорелась оконная рама здания, но пожар удалось быстро потушить; поджигатель находится в розыске[155].

#### Июнь
- 1 июня в Инзе Ульяновской области около 15:00 52-летняя женщина, работающая пекарем, зашла в фойе военкомата на улице Революции и кинула на пол бутылку с зажигательной смесью. В это время в здании дежурил сотрудник полиции, он быстро потушил пожар и задержал поджигательницу[156].
- 3 июня в Магнитогорске в 3:30 26-летний сторонник легиона «Свобода России» попытался поджечь военкомат на улице Дружбы, запустив двадцать зарядов фейерверка в тридцати метрах от здания, однако здание так и не загорелось и парень ушёл. Позже его задержала полиция, ему также вменяется поджог релейных шкафов на железнодорожном перегоне «Магнитогорск — Грузовой — Куйбас». На него заведено дело о покушении на теракт[157].
- 4 июня в Аше Челябинской области около 1:00 17-летний студент одного из колледжей Уфы бросил в здание военкомата на улице Советской бутылку с зажигательной смесью и убежал. Несмотря на то, что военкомат в то время охранялся тремя сотрудниками Росгвардии, сразу поджигателя поймать не удалось, однако он был пойман позже в тот день. На допросе он пояснил, что сделал это в знак протеста против вторжения России на Украину. На поджигателя возбуждено уголовное дело по делам «теракт» и «диверсия»[158].
- 7 июня во Владимире 55-летняя сотрудница Министерства архитектуры и строительства подъехала к зданию военкомата по Ленинскому району на машине и бросила в него три бутылки с зажигательной смесью. Полицейские, охранявшие военкомат, сразу же потушили огонь и задержали поджигательницу. У неё изъяли пятилитровую канистру и тряпки[159].
- 8 июня в Тынде Амурской области местный житель бросил страйкбольную гранату на территорию отдела полиции, пока второй его снимал. Никто не пострадал. Оба гражданина были задержаны, они извинились на видео и объяснили, что это был челлендж[160][161][162].
- 29 июня в Петербурге 66-летняя женщина пришла в отделение «Сбербанка» на улице Кораблестроителей с двумя бутылками бензина, где вылила жидкость на стену и подожгла со словами «Слава Украине». Огонь потух сам собой, никто не пострадал. Женщина рассказала полицейским о том, что сделала это по указанию мошенников, дабы «избежать уголовного дела»[163].

#### Июль
- 4 июля в Йошкар-Оле 54-летний местный житель бросил в дверь отделения «Сбербанка» на Красноармейской улице бутылку с зажигательной смесью. Поджигатель был задержан клиентами банка на месте поджога; мужчина рассказал, что действовал по указу мошенников[164].
- 20 июля в Бердске взрослый мужчина в камуфляжной форме принёс к зданию военкомата пятилитровую бутылку с горючей жёлтой жидкостью, плеснул ею на входную дверь и поджёг[165][166].
- 29 июля:
  - в Казани 62-летняя женщина пыталась поджечь военкомат. Она облила стену здания бензином и подожгла её. Женщина сначала взяла кредит на 2,2 миллиона рублей и отдала их аферисту, который представился сотрудником ФСБ. После чего мошенник, угрожая жизни дочери женщины, заставил пенсионерку поджечь военкомат[16][17].
  - в Феодосии 51-летняя учительница бросила бутылку с зажигательной смесью в сторону военкомата. Бутылка упала на асфальт и разбилась возле здания. Во время допроса выяснилось, что задачу поджечь военкомат она получила от неизвестного куратора в «Телеграме»[167].
  - В Северодвинске 76-летний пенсионер пытался поджечь здание военкомата на улице Торцева. Он приехал к зданию на машине, достал из багажника коктейль Молотова и бросил в окно. Но бутылка попала в стену и жидкость вылилась на траву. Мотивы мужчины неизвестны[16].
- 31 июля:
  - В Агинском 17-летняя девушка пыталась сжечь военкомат. Ей мошенники предложили поджечь военкомат, сообщив, что в учреждении завёлся украинский шпион[168][169].
  - в Омске 21-летняя студентка пришла к зданию военкомата с жидкостью для розжига, но не успела совершить поджог — её задержала полиция. По словам девушки, ей позвонил неизвестный и сказал, что мошенники оформили на её имя кредит, а деньги забрали себе. Чтобы отомстить, студентке предложили предложили поджечь банк, но, как выяснилось, дали адрес военкомата[17].
  - в Петербурге 53-летний мужчина бросил две бутылки с зажигательной смесью в дверь военкомата Центрального района, а потом попытался протаранить ворота автомобилем. Сначала мошенники уговорили взять его несколько кредитов. Затем «сотрудник безопасности банка» связал его с «сотрудником ФСБ». Тот пообещал помочь списать долги, но взамен попросил поучаствовать в «расследовании дела о мошенничестве среди сотрудников военкомата»: нужно было поджечь дверь учреждения, чтобы отвлечь военных[17][170].
  - в Казани 23-летняя девушка бросила во входную дверь бутылку с зажигательной смесью. Бутылка не долетела до дверей и разбилась, возгорания не произошло. Девушку задержали[17].
  - в Подмосковье:
    - В Можайске неизвестные позвонили 45-летней жительнице города, представившись сотрудниками банка, и сообщили, что некий мужчина пытается взять кредит на её имя. Чтобы этого не допустить собеседники предложили женщине облить жидкостью для розжига стекла в здании на улице Фрунзе, где расположен военкомат[16].
    - В Подольске:
      - Мужчина бросил бутылку с зажигательной жидкостью в военкомат на проспекте Ленина. Подозревамый — 22-летний менеджер ресторана быстрого питания — рассказал, что неизвестные сообщили о кредите, взятом на его имя. Мошенники убедили его «поучаствовать в специальной операции — бросить бутылку с зажигательной смесью в военкомат», чтобы вернуть деньги[16][17].
      - Позже два пенсионера, у которых перед этим якобы украли деньги телефонные мошенники, подожгли тот же военкомат. Рядом с военкоматом дежурила полицейская машина, пенсионеров задержали на месте[16][17].

  - в Калуге 77-летняя женщина бросила в окно военкомата бутылку с горючей смесью. Была повреждена оконная рама, никто не пострадал. При задержании пенсионерка угрожала взорвать гранату, у нее в сумке оказались бутылки с зажигательной смесью[16].
  - В Россоши 24-летняя учительница истории бросила коктейль Молотова в здание военкомата. После задержания женщина рассказала, что ей позвонили якобы из Центробанка и сообщили о мошеннических действий со счетами. Позже учительнице позвонили якобы из правоохранительных органов и сказали, что мошенник находится в военкомате: чтобы задержать его, надо кинуть в здание бутылку с зажигательной смесью[17].
  - В Вольске за попытку поджога военкомата задержана 68-летняя жительница Москвы[17].
  - В Улан-Удэ около 20:00 неизвестные мужчина и женщина забросали коктейлями Молотова пустующее здание бывшего военкомата на улице Каландаришвили. Площадь пожара — около 1 кв. м[17].

#### Август
- 1 августа:
  - в Челябинской области:
    - в Копейске 55-летняя жительница ночью бросила бутылку с зажигательной смесью в окно, её быстро задержали[17];
    - в Верхнеуральске была задержана 35-летняя жительница, бросившая бутылку с горючим веществом в окно военкомата[17].

  - в Москве:
    - в Кузьминках женщина кинула коктейль Молотова в дверь комиссариата. Её задержала Росгвардия[17].
    - в Отрадном утром сотрудники военкомата у входа в здание задержали 69-летнего пенсионера с пятью коктейлями Молотова. При подготовке к нападению мужчина общался с кем-то по телефону[171].

  - в Ставрополе  женщина попыталась поджечь дверь городского военкомата. По предварительным данным, она стала жертвой мошенников[17].
  - в Казани 30-летняя женщина бросила коктейль Молотова в «УАЗ Патриот» военкома, припаркованный у здания на улице Лукина. Автомобиль не загорелся, а нарушительницу задержали на месте[16][172].
  - в Сестрорецке в военкомат зашла женщина с пакетами в руках, предупредив, что собирается поджечь здание. Очевидцы говорили, что она нервничала и теребила в руках телефон, и от неё исходил резкий запах бензина. Сотрудница смогла вывести женщину наружу, вскоре пришли полицейские и задержали её[168].
  - в Петербурге неизвестный бросил бутылку с зажигательной смесью в военкомат на Английском проспекте. Загорелась дверь комиссариата, сотрудники охраны сами справились с огнём[173].
  - в Ишимбае 18-летняя девушка пыталась поджечь военкомат[10][174].
  - в Волгограде ночью 82-летняя местная жительница пыталась поджечь военкомат, её задержали на месте[10].
  - в Нижнекамске 19-летняя студентка бросила два коктейля Молотова в тамбур военкомата и попыталась скрыться. По её словам, пойти на это её вынудили мошенники[171].
  - в Находке ночью мужчина в возрасте 50–55 лет бросил два коктейля Молотова в здание военкомата на улице Павлова. Одна из бутылок разбила стекло на первом этаже, но не загорелась[171].
  - в Хабаровске пожилая женщина пыталась поджечь пункт отбора контрактников на улице Серышева[171].
- 2 августа:
  - во Всеволожске 76-летний мужчина пытался поджечь военкомат, при этом чуть не загорелся сам. Он бросил в здание две бутылки с зажигательной смесью, огонь вспыхнул на земле. По предварительной информации, мужчину обманул мошенник «из Центробанка», который велел ему поджечь комиссариат, чтобы не потерять накопления[171][175].
  - В Петербурге 66-летней пенсионерке по телефону внушили, что в здании военкомата находятся мошенники, и попросили помочь выманить их — с помощью поджога двери военкомата. Женщине перечислили 2 тысячи рублей на зажигательную смесь, она пришла к дверям военкомата и бросила сверток с горючим. Её арестовали и возбудили против неё уголовное дело[175].
  - В Улан-Удэ 35-летний мужчина и 70-летняя женщина попытались поджечь здание бывшего военкомата «коктейлем Молотова». Здание загорелось, для тушения пришлось привлечь 8 пожарных и 2 единицы техники[175].

### 2024

#### Декабрь
- 25 декабря в городе Гусь-Хрустальный водитель автомобиля, протаранив ворота, въехал в здание военкомата, а затем поджёг внедорожник[176].

### 2025

#### Февраль
- 7 февраля в Санкт-Петербурге 22-летний молодой человек бросил бутылку с зажигательной смесью в двери здания ФСБ на Литейном проспекте, 4[177].